# Norma czasu pracy
Norma czasu pracy (t) – norma określająca konieczny czas trwania operacji. Służy również do oszacowania powierzchni produkcyjnej zakładu pracy.
t = (tpz/n) + tj
n – liczba sztuk
Można wyróżnić czas pracy:
- normowany
- nienormowany.

## Podział normy czasu pracy
- tj – czas jednostkowy – czas przypadający na wykonanie danej operacji w procesie technologicznym wyrobu;
- tw – czas wykonania: czas przypadający na jednorazowe wykonanie czynności wiążących się z daną operacją (tw = tg + tp);
  - tg – czas główny (czas w którym zmienia się kształt i wymiar);
  - tp – czas pomocniczy (np. zamocowanie przedmiotu, uruchomienie obrabiarki), który zależy od kształtu i wymiaru przedmiotu;
  - tu – czas uzupełniający (tu = to + tf);
  - to – czas obsługi (to = tot + too);
  - tot – czas obsługi technicznej;
  - too – czas obsługi organizacyjnej: czas związany z organizacją pracy na stanowisku (czyszczenie i smarowanie maszyny, usuwanie wiórów);
  - tf – czas potrzeb fizjologicznych:
    - tfo – czas na odpoczynek;
    - tfn – czas potrzeb naturalnych.

Czasy określane są w minutach.
- tk – czas kalkulowany, czyli potrzebny na operację dla jednego przedmiotu.

tk = (tpz/n) + tj

tk = (tpz/n) + tg + tp + to + tf
- tpz – czas przygotowawczo-zakończeniowy: liczony na podstawie czynności wymaganych do przygotowania i zakończenia danej operacji, w procesie technologicznym danego wyrobu.